# 오쿠다이라 노부마사

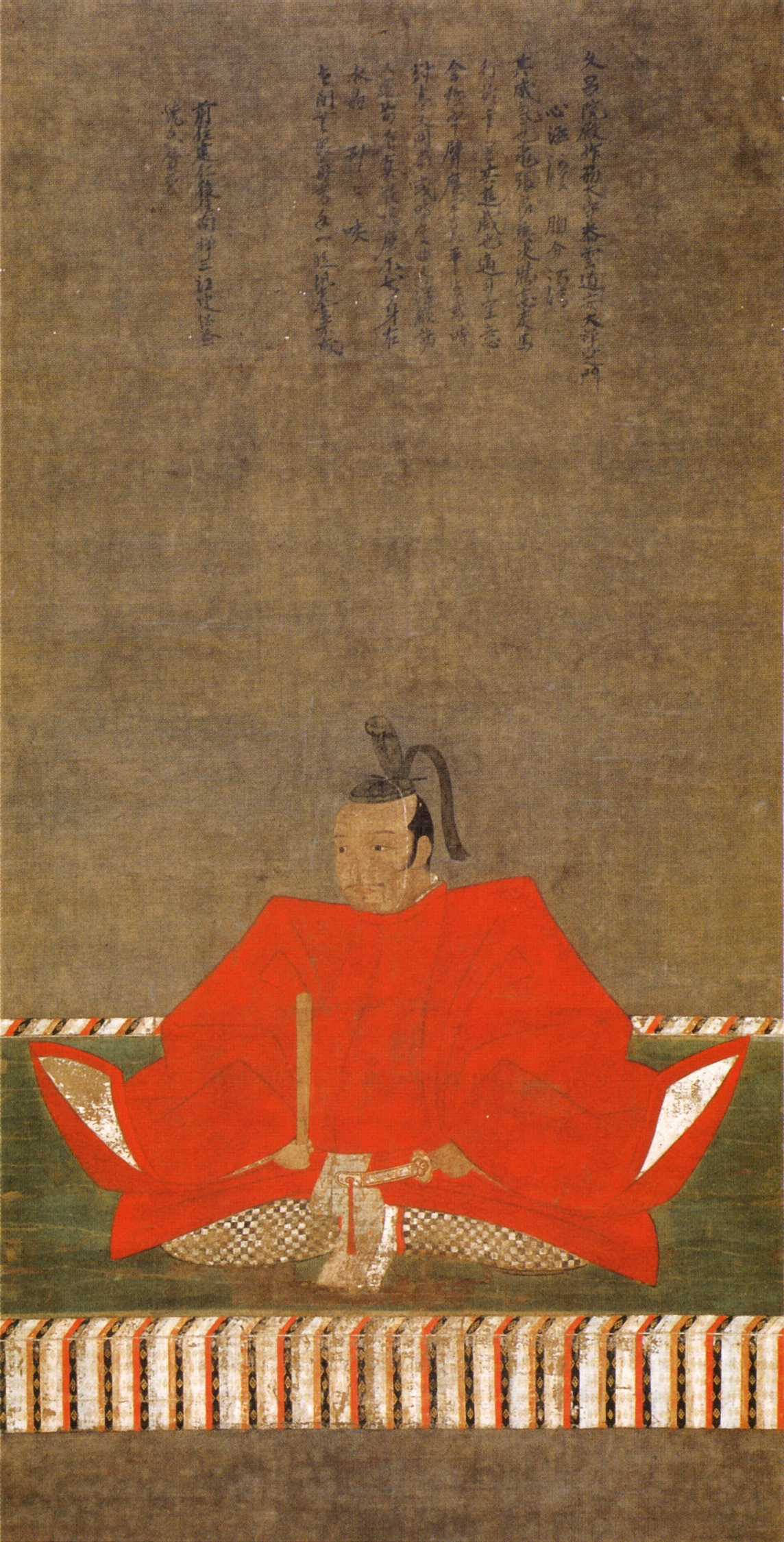
오쿠다이라 노부마사

오쿠다이라 노부마사(奥平信昌)는 센고쿠 시대부터 에도 시대 초기까지의 무장, 다이묘이다. 고즈케 오바타 성주, 미노 가노 성 초대 성주이다. 원복 직후의 이름은 사다마사(貞昌).
미카와 쓰쿠데의 유력 국인 오쿠다이라 사다요시의 장남으로 태어났다. 정실은 가메히메(亀姫)로서 도쿠가와 이에야스의 장녀이다. 가메히메와의 혼인으로 인해 도쿠가와 가문에 중용되었다.
|  | 오바타 성 성주 (오쿠다이라 가) 1590년 ~ 1601년 | 후임 미즈노 다다키요 |

|  | 제1대 가노 성 성주 (오쿠다이라 가) 1601년 ~ 1602년 | 후임 오쿠다이라 다다마사 |

|  | 제1대 교토 쇼시다이 1600년 ~ 1601년 | 후임 이타쿠라 가쓰시게 |